# Peter Aufgebauer
Peter Aufgebauer (nascido em 12 de agosto de 1948 em Finsterwalde) é um historiador alemão.
Após terminar o colegial em Hagen e prestar serviço militar em Munster, estudou história, alemão, ciências auxiliares históricas, filosofia e educação de 1971 a 1977 nas universidades de Freiburg e Göttingen, onde passou no primeiro exame estadual em 1977. Obteve seu doutorado em 1982. De 1978 a 1985 trabalhou como assistente de pesquisa com Hans Patze no Departamento de História Medieval e Moderna do Departamento de História do Estado da Baixa Saxônia na Universidade Georg-August em Göttingen. Em 1984 foi admitido na Comissão Histórica para Baixa Saxônia e Bremen eleita. A partir de 1985, trabalhou no Institute for Historical State Research da Universidade de Göttingen, inicialmente como assistente de pesquisa, depois como conselheiro acadêmico e conselheiro sênior.
Em 2005, Aufgebauer recebeu sua habilitação e recebeu sua licença de ensino para história medieval e moderna. Primeiro foi professor particular, em 2009 foi nomeado professor adjunto. Aposentou-se em 1 de outubro de 2013.
As áreas de trabalho de Aufgebauer são a história dos judeus na Alemanha, bem como a história local e regional da Baixa Saxônia, Turíngia e Hesse. Além disso, ele lida com questões da história medieval e moderna da ciência.